# Улица Марии Авейде (Самара)
Улица Марии Авейде — улица в Кировском районе города Самары. Своё начало берёт от улицы Олимпийской, пересекает улицы: Дальневосточную, Свободы, Гвардейскую, площадь Мочалова, проспект Металлургов и заканчивается на улице Республиканской. Относительная протяжённость всего 700 метров. 

## История
Улица Марии Авейде названа в честь пролетарской революционерки Авейде Марии Оскаровны. Ранее имела название Крымская, но 29 июля 1967 года решением горисполкома была переименована.
Примерная дата появления на карте — вторая половина 1940-х годов. Самые старые жилые дома датируются 1949 годом. Позже при строительстве Куйбышевского металлургического завода и прилежащей к ней территории были построены дома в 1954—1955-е года.

## Транспорт
Улица Марии Авейде не является проезжей для общественного транспорта. Добраться до неё можно, доехав до остановки площадь Мочалова:
- Троллейбусы — № 4, 4к, 7, 15.
- Автобусы — № 12, 34, 21, 68.
- Маршрутные такси — № 4, 21, 34, 68, 89, 94, 99, 257д, 279, 297, 281.